# Efferia nigripes
Efferia nigripes är en tvåvingeart som först beskrevs av Macquart 1850.  Efferia nigripes ingår i släktet Efferia och familjen rovflugor.
Artens utbredningsområde är Bolivia. Inga underarter finns listade i Catalogue of Life.